# Coppa panamericana maschile di pallavolo
La Coppa panamericana maschile di pallavolo è una competizione pallavolistica organizzata dalla NORCECA e dalla CSV a partire dal 2006. Si svolge con cadenza annuale e vi partecipano le nazionali nordamericane.
Dall'edizione 2010 la partecipazione alla competizione è stata estesa anche alle nazionali sudamericane.

## Edizioni
| Edizione      | Edizione        | Podio         | Podio           | Podio           |
| Anno          | Organizzatore   | Campione      | Seconda         | Terza           |
| ------------- | --------------- | ------------- | --------------- | --------------- |
| 2006 Dettagli | Messico         | Stati Uniti   | Rep. Dominicana | Canada          |
| 2007 Dettagli | Rep. Dominicana | Messico       | Porto Rico      | Cuba            |
| 2008 Dettagli | Canada          | Stati Uniti   | Canada          | Rep. Dominicana |
| 2009 Dettagli | Messico         | Stati Uniti   | Canada          | Rep. Dominicana |
| 2010 Dettagli | Porto Rico      | Stati Uniti   | Argentina       | Porto Rico      |
| 2011 Dettagli | Canada          | Brasile       | Stati Uniti     | Canada          |
| 2012 Dettagli | Rep. Dominicana | Stati Uniti   | Argentina       | Rep. Dominicana |
| 2013 Dettagli | Messico         | Brasile       | Messico         | Argentina       |
| 2014 Dettagli | Messico         | Cuba          | Stati Uniti     | Argentina       |
| 2015 Dettagli | Stati Uniti     | Brasile       | Argentina       | Venezuela       |
| 2016 Dettagli | Stati Uniti     | Cuba          | Argentina       | Canada          |
| 2017 Dettagli | Canada          | Argentina     | Porto Rico      | Cuba            |
| 2018 Dettagli | Messico         | Argentina     | Brasile         | Cuba            |
| 2019 Dettagli | Messico         | Cuba          | Argentina       | Messico         |
| 2020          | -               | Non disputata | Non disputata   | Non disputata   |
| 2021          | -               | Non disputata | Non disputata   | Non disputata   |
| 2022 Dettagli | Canada          | Cuba          | Canada          | Stati Uniti     |
| 2023 Dettagli | Messico         | Canada        | Brasile         | Cile            |
| 2024 Dettagli | Rep. Dominicana | Canada        | Stati Uniti     | Porto Rico      |

## Medagliere
| Pos. | Squadra         | 1º posto | 2º posto | 3º posto | Totale |
| ---- | --------------- | -------- | -------- | -------- | ------ |
| 1    | Stati Uniti     | 5        | 3        | 1        | 9      |
| 3    | Cuba            | 4        | 0        | 3        | 7      |
| 2    | Brasile         | 3        | 2        | 0        | 5      |
| 4    | Argentina       | 2        | 5        | 2        | 9      |
| 5    | Canada          | 2        | 3        | 3        | 8      |
| 6    | Messico         | 1        | 1        | 1        | 3      |
| 7    | Porto Rico      | 0        | 2        | 2        | 4      |
| 8    | Rep. Dominicana | 0        | 1        | 3        | 4      |
| 9    | Venezuela       | 0        | 0        | 1        | 1      |
| 9    | Cile            | 0        | 0        | 1        | 1      |